# 若狭湾
若狭湾（わかさわん）は、福井県から京都府にかけての海岸地形を形成する日本海が深く入り込んでできた湾である。

## 地理
福井県北部（嶺北）西端の越前岬と京都府北端の経ヶ岬を結ぶ直線以南の海域を指し、2,657 km²の総面積を有している、日本列島の日本海沿岸部でも屈指の大型の湾である。
また、日本海の大陥没湾となっており、特徴的なリアス式海岸が発達している。この様な大規模なリアス式海岸は日本列島の日本海側では珍しい。
湾内には多数の支湾が存在し、観光名所として日本三景の一つ天橋立、日本三大松原の一つ気比の松原を含む。その風光明媚な地形は多方面から注目され、1955年に笙の川以西の全湾岸周辺が若狭湾国定公園の大部分に、1968年には東岸周辺の一部が越前加賀海岸国定公園の一部に指定され、2007年8月3日には新たに丹後天橋立大江山国定公園が制定され、一帯に3つの国定公園を有することになった。
現在では、夏季には近畿方面からの海水浴などのマリンレジャーの利用で賑わいを見せ、それ以外の季節は釣り客なども訪れる。

### 沿岸部の半島群
若狭湾の沿岸部には、西端の丹後半島の他にも小規模な半島が多数見られる。
西から列挙すると、栗田半島-大浦半島 - 音海半島 - 大島半島 - 内外海半島 - 常神半島 - 敦賀半島の順になっている。景勝地が多く、常神半島腹部には三方五湖、内外海（うちとみ）半島には蘇洞門（そとも）、音海半島には音海断崖がある。

### 島
若狭湾は東西100キロメートルにもなる巨大な湾でありながら、内包する島々の数は少なくすべてが小さな無人島であり、冠島と沓島以外はすべて本州の沿岸部に隣接している。
主だった島々の一部を西側から順に挙げると、冠島・沓島、磯葛島・沖葛島・アンジャ島、高島、毛島、風島、水島（敦賀湾）、鷹島・稲島、葉積島、冠者島、蒼島、児島、千島、烏辺島、御神島（福井県最大の島）となる。

### 関連画像

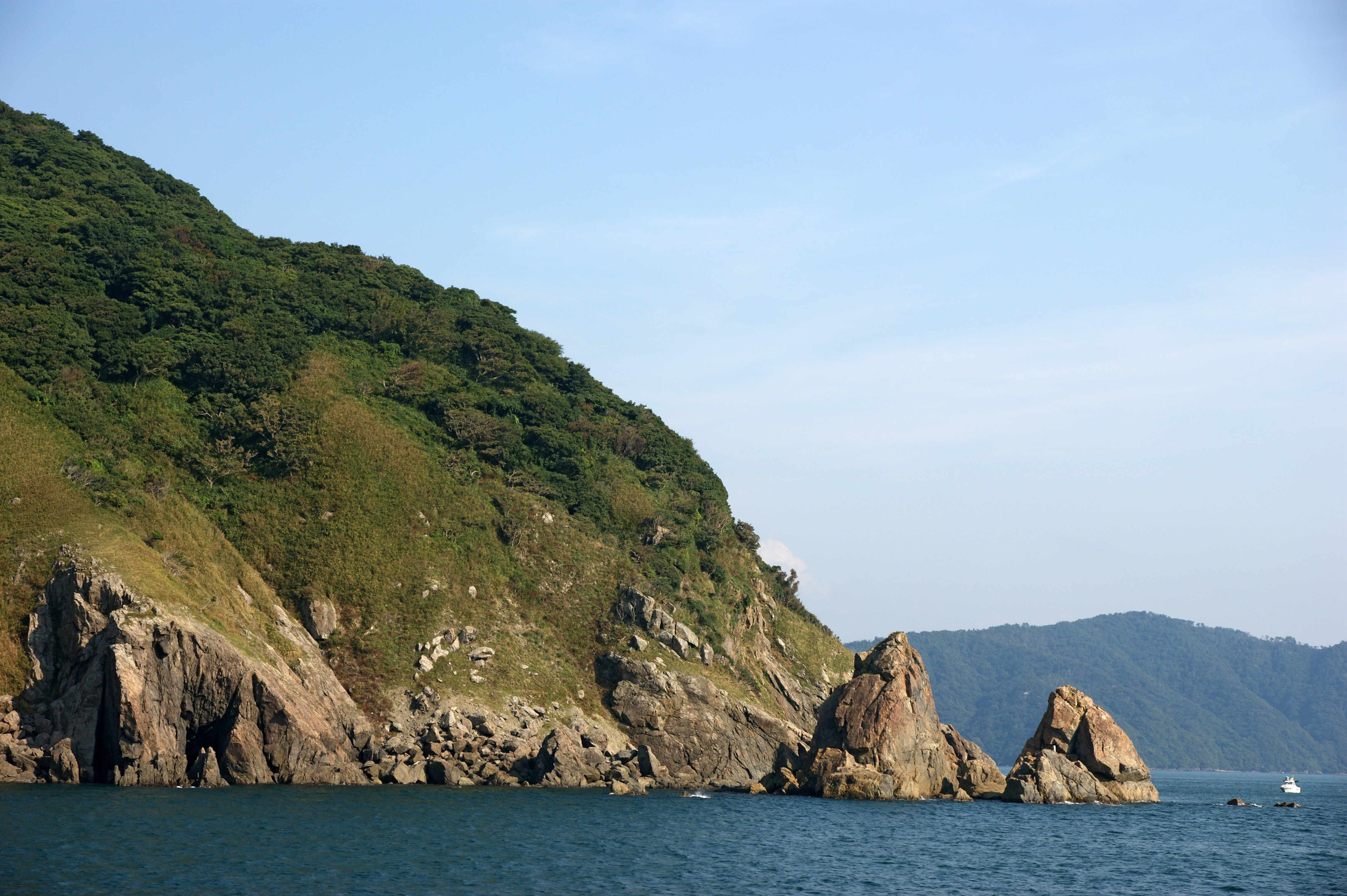
小浜市の蘇洞門。
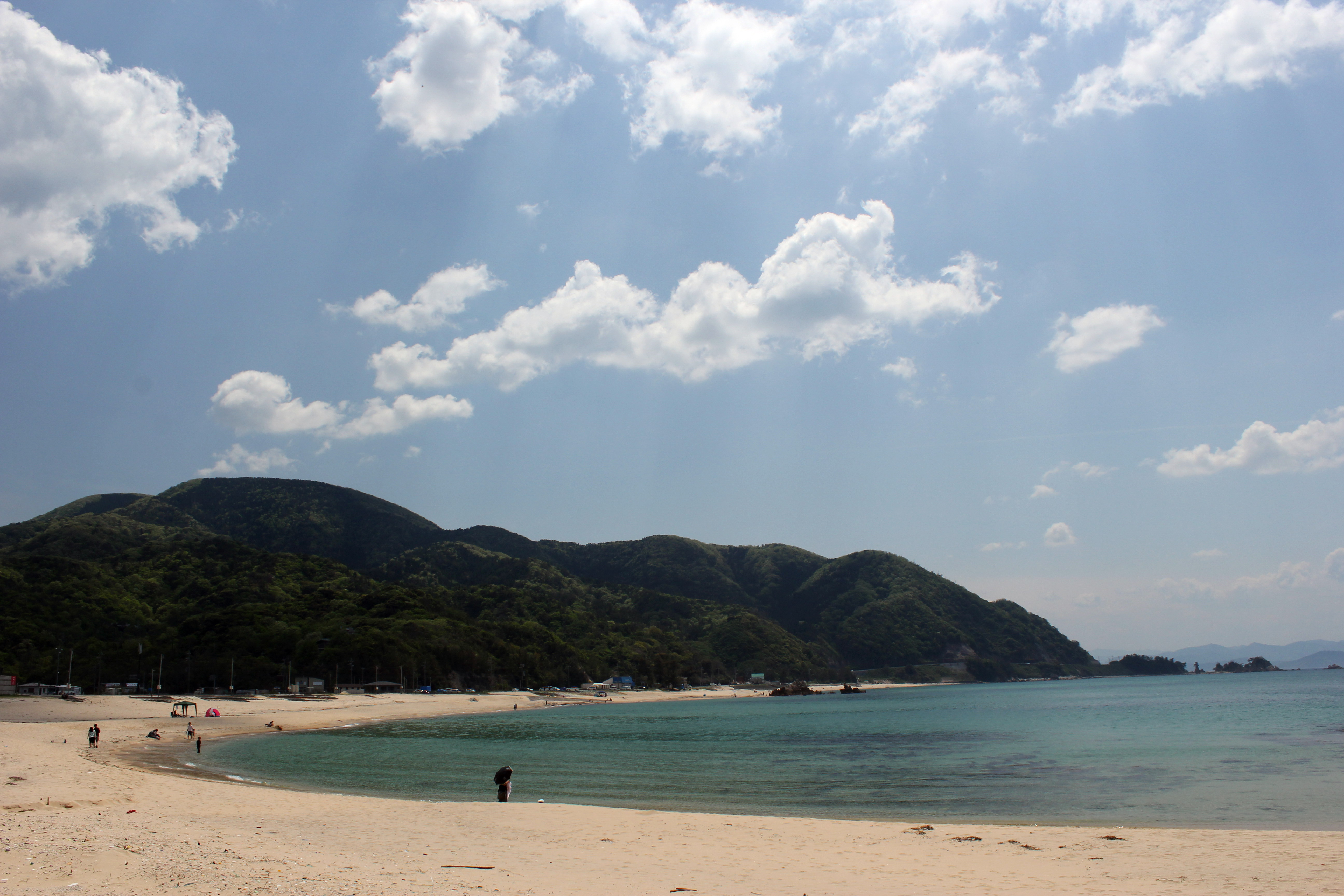
湾内には砂浜も点在する（水晶浜海水浴場）。
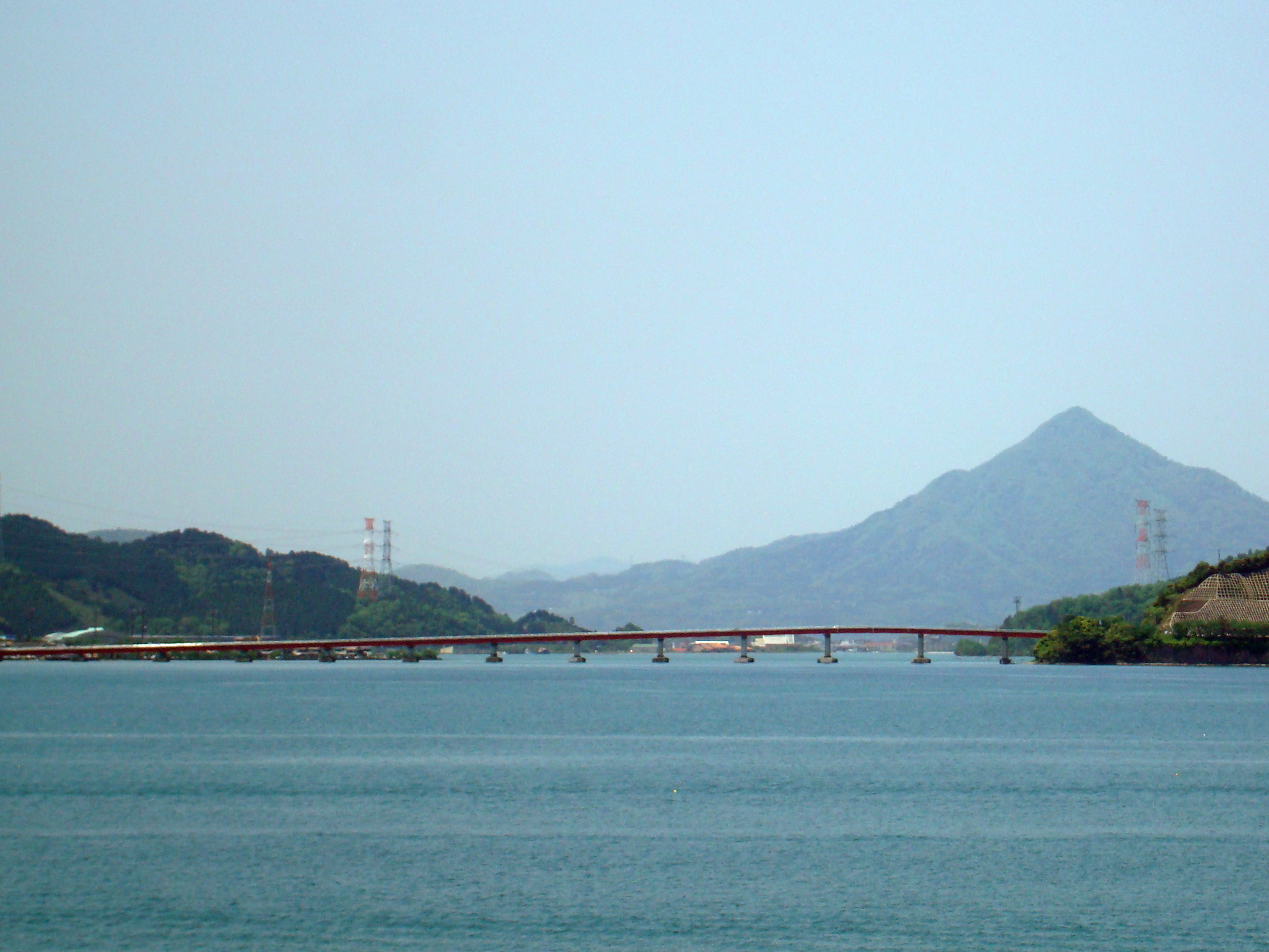
小浜湾、青葉山（若狭富士）、青戸の大橋。
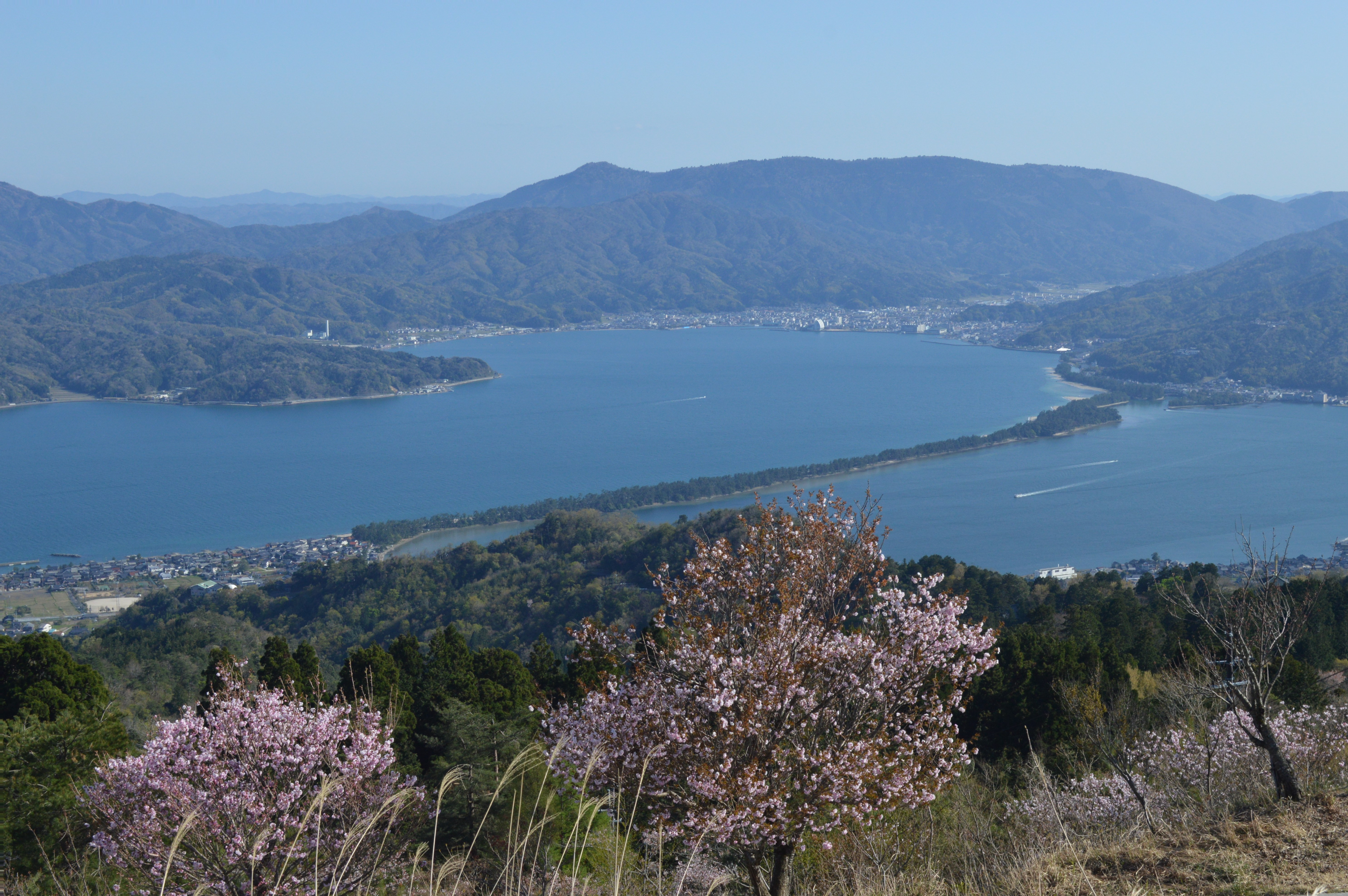
宮津市成相寺から見た天橋立、宮津湾、阿蘇海。

## 生態系

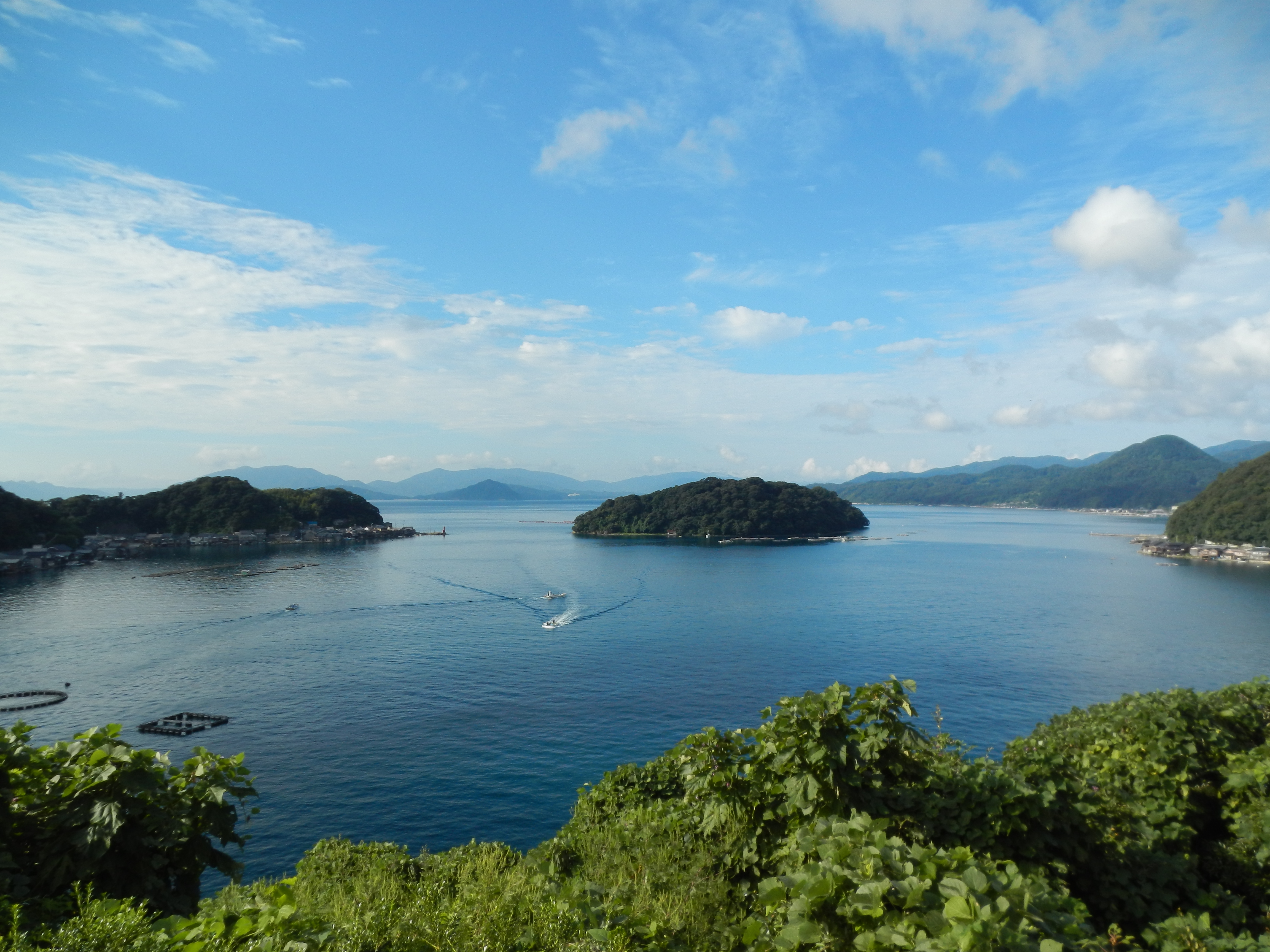
ヒゲクジラ類を対象とした古式捕鯨が行われていた伊根湾。

若狭湾は古来から豊富に海産物を産し、たとえば鳥浜貝塚からも多様な生物の残骸が発見されている。また、点在する港も古くからの良港で京都にも近いため、サバなどの魚介類の著名な水揚げ地とされてきた。また、フグ（若狭ふぐ）の養殖も盛んに行われている。希少種のエビスザメが発見された事例も存在する。ハスやマツカサガイなど福井県のレッドデータブックの対象種も生息している。ハマチやカマスなど、スキューバダイビングで人気の魚種も群れを成して現れる。
湾内や沿岸部には冠島や沓島などの重要な野鳥の生息地が点在し、オオミズナギドリやカンムリウミスズメやカラスバトやヒメクロウミツバメなどの営巣地として鳥獣保護区および舞鶴市の天然記念物に指定されている。また、タンチョウやコウノトリやコハクチョウやオオワシやオジロワシなどの特筆すべき大型の渡り鳥も、ラムサール条約や若狭湾国定公園に指定されている三方五湖などの湾の沿岸部や近隣に現れることもある。
近年は環境の回復と共に少数ではあるがイルカ類を中心とした鯨類、オットセイ（稀）やウミガメなども湾内に現れるようになったが、かつては日本海の沿岸部には普遍的に鯨類の回遊が存在し、若狭湾一帯でも江戸時代から昭和まで伊根湾や若狭湾内などでヒゲクジラ類を対象とした捕鯨が行われていた。また、絶滅種に指定されているニホンアシカが生息していたことを示唆させる地名もいくつか残されており、上述の鳥浜貝塚からもアシカ類と思わしい鰭脚類の痕跡が出土している。2023年には、水晶浜海水浴場の一帯に人間を噛むミナミハンドウイルカが現れるようになって注目を集めた（水晶浜海水浴場#野生イルカの出没問題を参照）。

## 沿岸市町村

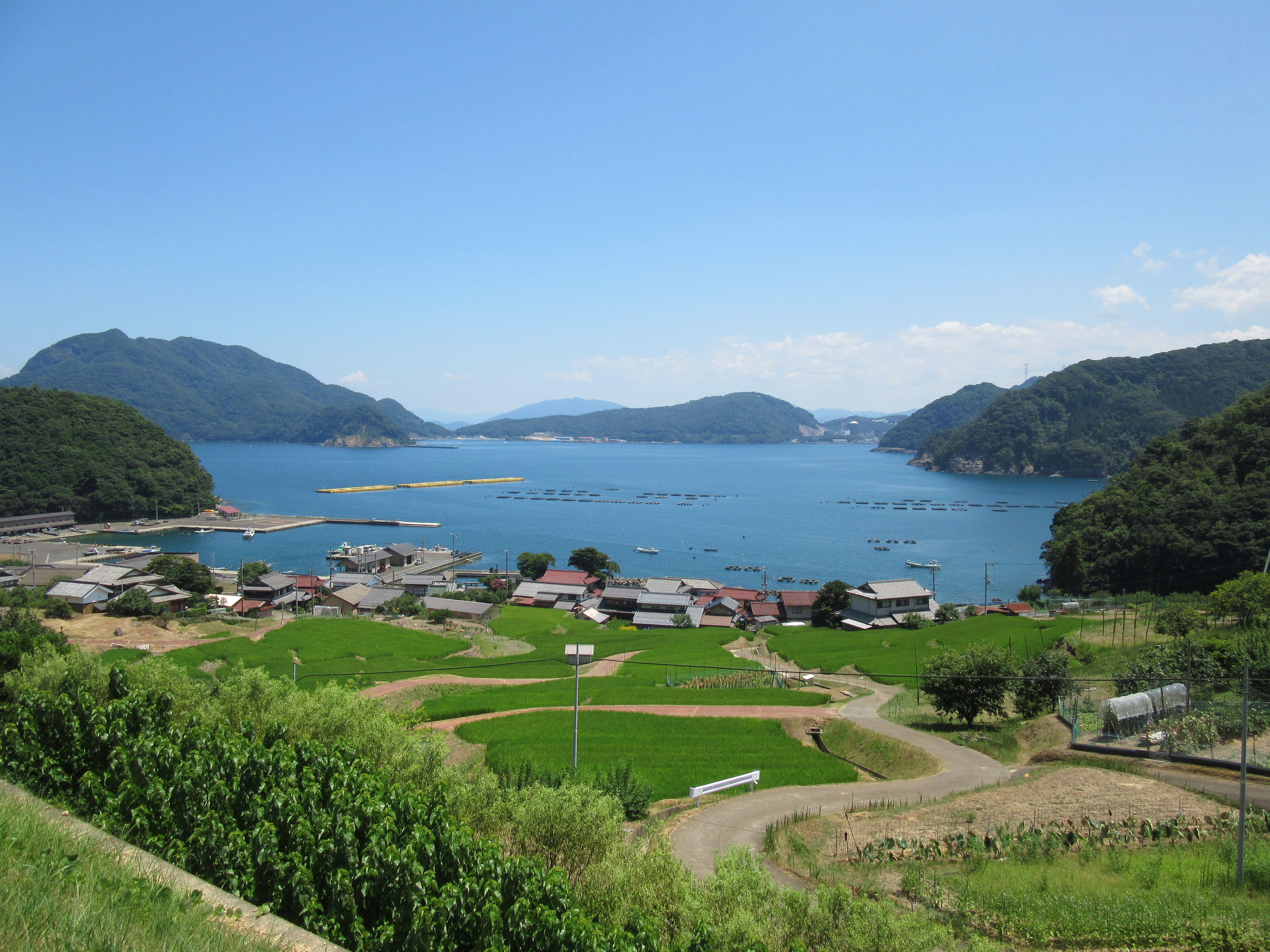
高浜町日引の内浦湾と棚田。

以下の5市8町に面している。越前岬から海岸線の到来順。
福井県
- 丹生郡 越前町
- 南条郡 南越前町
- 敦賀市
- 三方郡 美浜町
- 三方上中郡 若狭町
- 小浜市
- 大飯郡 おおい町、高浜町

京都府
- 舞鶴市
- 宮津市
- 与謝郡 与謝野町、伊根町
- 京丹後市

## 港湾
大型の重要港湾として敦賀港並びに舞鶴港、そのほかの開港として内浦港並びに宮津港が各支湾内にある。地方港湾の和田港は大島半島の内側である青戸入江の部分と外側の若狭湾に直接面する部分とに分かれている。なかでも舞鶴港は海上自衛隊舞鶴地方総監部、海上保安庁第八管区海上保安本部などが設置されており、重要な国防拠点のひとつでもある。

## 若狭湾原子力発電所群
若狭湾沿岸には敦賀発電所に2基、美浜発電所に3基、大飯発電所に4基、高浜発電所に4基、もんじゅに1基、計14機の原子力発電所が集中している。人口密集地である大阪圏やその飲料水源である琵琶湖に近く、原発事故時の被害が危惧されている。1586年天正地震で津波が発生した記録があることが東日本大震災後の新聞報道などで広く知られるようになり、懸念が高まっている。
日本共産党京都府会議員団は、京都府に若狭湾原子力発電所群の安全対策等を速やかに求める緊急申し入れを行った。

### 過去の地震活動
- 1662年6月16日 - 寛文近江・若狭地震、三方五湖で隆起[22]。
- 1963年3月27日 - 湾内を震央とする越前岬沖地震（Mjma 6.9）の地震が発生。

## その他
- 気象庁による海洋気象の海域区分として、「山陰沖東部および若狭湾付近」というものがある[23]。この範囲は福井県・京都府・鳥取県の沖、及び兵庫県の日本海沖、島根県の隠岐諸島周辺となっている。
- 1876年（明治9年）から1881年（明治14年）にかけての4年半は、現在の福井県嶺南地方が滋賀県に編入されており、短い期間ながら滋賀県が日本海・若狭湾に面していた。
- 日露戦争当時、日本海軍はロシア海軍が本土に上陸する地点は若狭湾であると想定し、京都への侵攻を防ぐため舞鶴に鎮守府を、舞鶴から高浜町にかけての海岸沿いには砲台を備えた要塞を設置した。
- 2015年1月19日、太陽系の天体の地名に関する国際天文学連合のワーキンググループによって、土星の第6衛星タイタンの入り江 (Sinus) の一つが、若狭湾に因んで「ワカサ入江[注釈 7]」と命名された[24]。